# Udalricus (Basel)
Udalricus (in der Literatur auch Udalrich und Ulrich) von Basel (erwähnt von 823 bis 835) war ein Bischof von Basel.
Udalricus wurde Ende 823 zum Bischof von Basel bestimmt als Nachfolger des Bischofs Haito, der von seinem Amt als Bischof zurückgetreten war und sich als einfacher Mönch ins Kloster Reichenau zurückgezogen hatte. Am 31. Mai 824 zog Udalricus in der Stadt ein. Erst am 10. Juni 825 wurde er zum Priester geweiht. Im Juni 829 nahm er an der im St. Albankloster zu Mainz abgehaltenen Synode teil, fünf Jahre später an derjenigen von Sens. 835 war er bei der Weihe der von Abt Gozbert von St. Gallen neu erbauten Klosterbasilika teil. Udalricus starb ab einem 25. Mai. 
In der ältesten bekannten Bischofsliste aus der Abtei Münster im Elsass erscheint Udalricus unter Papst Paschalis I. (817–824). Die Ansicht von Joseph Siegwart, Udalricus sei vor seiner Wahl zum Basler Bischof Propst zu Schönenwerd gewesen, lässt sich nicht mit Sicherheit nachweisen. Daniel Albert Fechter vermutete, dass die nicht mehr bestehende Ulrichskirche an der Rittergasse in Basel dem Bischof Udalricus geweiht war, doch fand diese Theorie in der jüngeren Literatur keine Berücksichtigung mehr.